# Goo Hye-sun
Đây là một tên người Triều Tiên, họ là Goo.
Goo Hye Sun (tiếng Hàn: 구혜선, sinh ngày 09 tháng 11 năm 1984) là một nữ diễn viên, ca sĩ, nhạc sĩ, đạo diễn và hoạ sĩ người Hàn Quốc. Cô ghi dấu ấn với khán giả qua các bộ phim truyền hình Pure in Heart (2006), The King And I (2007), Vườn sao băng (2009), Nữ phi công xinh đẹp (2012), Đôi mắt thiên thần (2014) và Blood (2015). Cô đã rút lui khỏi ngành công nghiệp giải trí vào ngày 1 tháng 9 năm 2019 và trở lại vào ngày 27 tháng 9 năm 2019.

## Tiểu sử
Goo Hye-sun sinh ngày 09 tháng 11 năm 1984 tại Incheon, Hàn Quốc. Cô gia nhập ngành giải trí sau khi nổi tiếng trên mạng xã hội với tư cách là một ulzzang. Cô từng là thực tập sinh của SM Entertainment, trước khi chuyển sang DSP Media và chuẩn bị ra mắt trong một nhóm nhạc nữ tên là Ria. Nhưng sau khi nó không thành công, cô ấy đã ký hợp đồng với YG Entertainment. Ban đầu dự định ra mắt với tư cách là một ca sĩ (được cho là trong một nhóm nhạc nữ gồm ba thành viên cùng với Park Bom và Sandara Park của 2NE1), CEO của YG Entertainment, Yang Hyun-suk đã khuyên Goo Hye-sun nên theo đuổi sự nghiệp diễn xuất hơn là âm nhạc. Cô xuất hiện lần đầu trong một quảng cáo cho máy tính Sambo và sau đó xuất hiện trên truyền hình trong loạt phim kinh dị Anagram của KBS, và tiếp tục xuất hiện trong các bộ phim truyền hình. Vai diễn Hye-jin của cô trong sitcom Nonstop 5 của MBC năm 2014 đã thu hút được sự chú ý của khán giả.

## Sự nghiệp

### Diễn viên

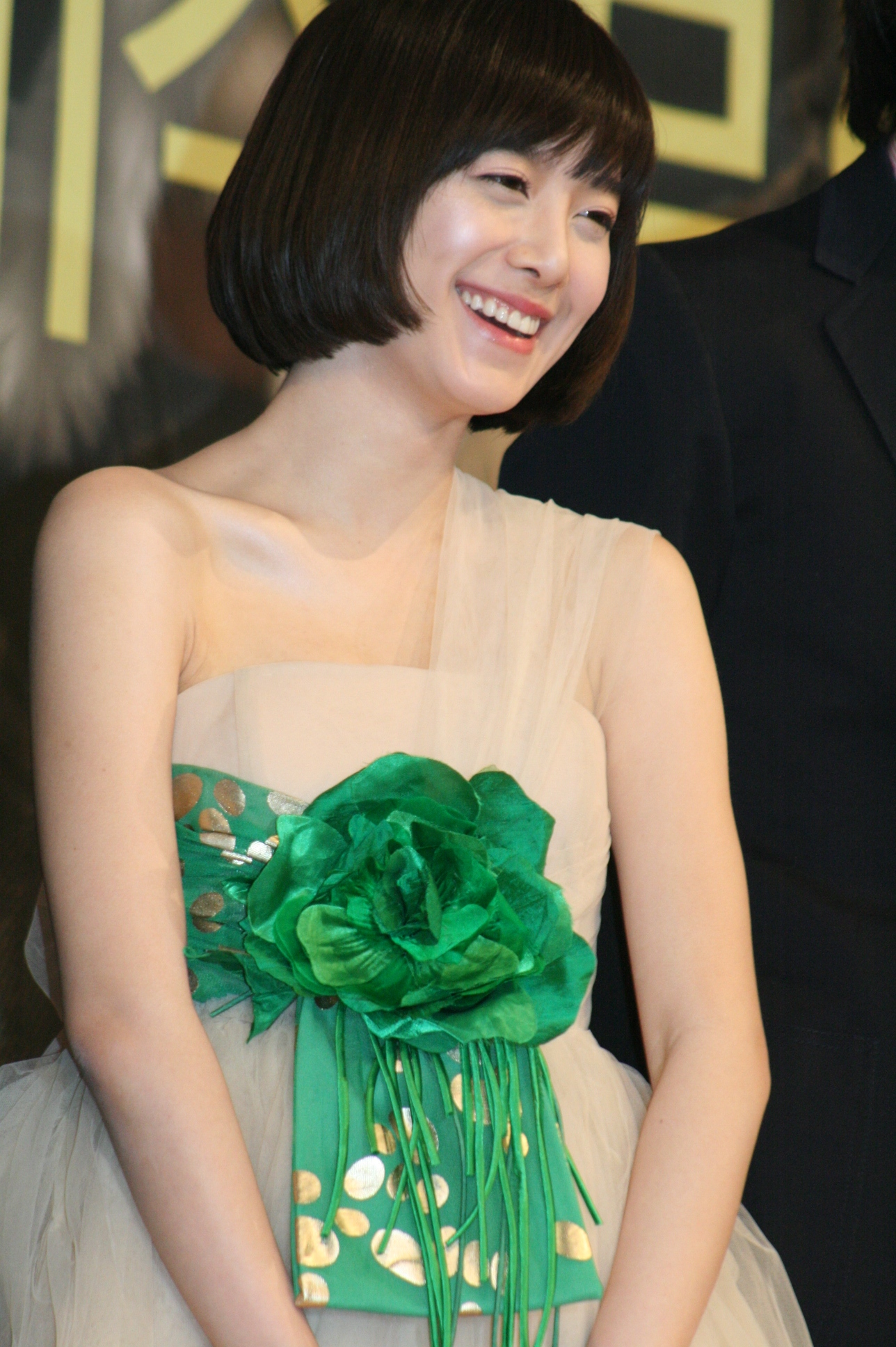
Goo Hye-sun năm 2008

Goo Hye-sun sớm nổi tiếng trong bộ phim truyền hình Pure in Heart năm 2006 và khiến các nhà phê bình ngạc nhiên với diễn xuất của cô trong bộ phim cổ trang The King and I. Sau đó cô đóng vai chính trong bộ phim võ thuật Strongest Chil Woo.
Goo Hye-sun đã trở nên nổi tiếng nhờ vai diễn Geum Jan-di trong bộ phim truyền hình nổi tiếng Vườn sao băng của KBS2 cùng với Lee Min-ho, khiến cô trở nên nổi tiếng khắp châu Á.
Sau một năm trong tình trạng ngủ đông không đóng phim, bộ phim truyền hình ra mắt đầu tiên của cô The Music cuối cùng đã phát sóng vào tháng 9 năm 2011 Goo Hye-sun tiếp theo đóng vai nữ phi công trong loạt phim Take Care of Us, Captain của SBS, tiếp theo là Tuyệt đối anh yêu, bộ phim truyền hình Đài Loan chuyển thể từ bộ truyện tranh Absolute Boyfriend.
Sau hai năm từ sự nghiệp diễn xuất, Goo Hye-sun xuất hiện trong bộ phim tài liệu hai phần Heo Nanseolheon của MBC. Cô cũng tham gia thuyết minh và sản xuất chương trình.
Sau đó, Goo Hye-sun đã trở lại màn ảnh nhỏ trong bộ phim cuối tuần Angel Eyes vào năm 2014. Cô đóng vai một người phụ nữ mù hợp pháp, người đã lấy lại được tầm nhìn trong một ca phẫu thuật và quyết định đón nhận cuộc sống với niềm đam mê bằng cách trở thành một nhân viên cứu hộ khẩn cấp.
Vào tháng 2 năm 2015, Goo Hye-sun đóng vai chính trong bộ phim ma cà rồng Blood của KBS. Cô đóng vai một bác sĩ thiên tài kiêu ngạo, vào trường y ở tuổi 17. Blood bị xếp hạng thấp ở Hàn Quốc và cô đã bị chỉ trích vì diễn xuất. Vào ngày 6 tháng 11 năm 2015, Goo Hye-sun xác nhận sẽ tham gia bộ phim truyền hình Trung Quốc The Legendary Tycoon kể về câu chuyện cuộc đời của Run Run Shaw, một ông trùm giải trí từ Hồng Kông.
Goo Hye-sun sau đó được chọn tham gia vào bộ phim cuối tuần You Are Too Much của MBC cùng với Uhm Jung-hwa. Tuy nhiên, cô đã rời khỏi chương trình sau hai tuần vì lý do sức khỏe.
Vào tháng 6 năm 2019, Goo Hye-sun đã ký hợp đồng với HB Entertainment, cùng công ty với chồng là Ahn Jae-hyun.

### Ca sĩ-nhạc sĩ
Trong những năm gần đây, Goo Hye-sun đã thể hiện tài năng thanh nhạc của mình thông qua các bản phát hành nhạc phim cũng như các đĩa đơn kỹ thuật số. Năm 2005, cô phát hành đĩa đơn đầu tiên "Chúc mừng sinh nhật bạn" cho Nonstop 5. Năm 2006, cô phát hành ca khúc "Sarang Ga" ("Chuyện tình"), trở thành ca khúc chủ đề của Pure in Heart. Năm 2012, Goo Hye-sun phát hành soundtrack đầu tiên của cô tự sáng tác, tựa đề "Fly Again" cho Care Tham of Us, Captain  của SBS, mà cô đóng vai chính trong. Vào tháng 7 năm 2009, Goo Hye-sun đã phát hành album đầu tiên Breath vào năm 2009, một album gồm âm nhạc thời đại mới bao gồm bài hát sáng tác của cô cho bạn bè và ca sĩ của cô, Gummy, mang tên "Around the Alley". Sau đó, cô phát hành đĩa đơn kỹ thuật số "Brown Hair" tự sáng tác vào năm 2010, với âm nhạc được sắp xếp lại bởi nghệ sĩ piano bossa nova Choi In-young. Năm 2012, Goo Hye-sun phát hành "Its You" và video âm nhạc đi kèm. Cô ấy không chỉ viết nhạc và lời của "Its You", mà còn quay và chỉnh sửa video âm nhạc. Năm 2014, Goo Hye-sun phát hành đĩa đơn kỹ thuật số thứ 5 "Happy", đây cũng là bản làm lại cho bài hát của Seo In-guk "Cô đã phát hành một đĩa đơn tự viết khác có tựa đề "Right" cùng năm, cũng là nhạc nền của bộ phim My Daughtr của cô.
Vào năm 2015, cô đã phát hành album thứ hai mang tên Breath 2, được coi  là một album tiếp theo cho album Breath 2009 của cô. [29] Ca khúc chủ đề "After 10 Years 100 Years" là bản làm lại của OST từ bộ phim Cây đào. Goo Hye-sun đã tổ chức buổi hòa nhạc đầu tiên cùng năm. [30]
Năm 2016, Goo Hye-sun đã phát hành bài hát "Written and Erased", đây là bài hát hợp tác của Goo Hye-sun với The Blind. [ cần dẫn nguồn ] Vào ngày 28 tháng 4, cô đã phát hành album thường xuyên đầu tiên And Spring bao gồm 11 bài hát bao gồm các đĩa đơn "Stupid", "Brown Hair", and "It's You."[31]

### Đạo diễn

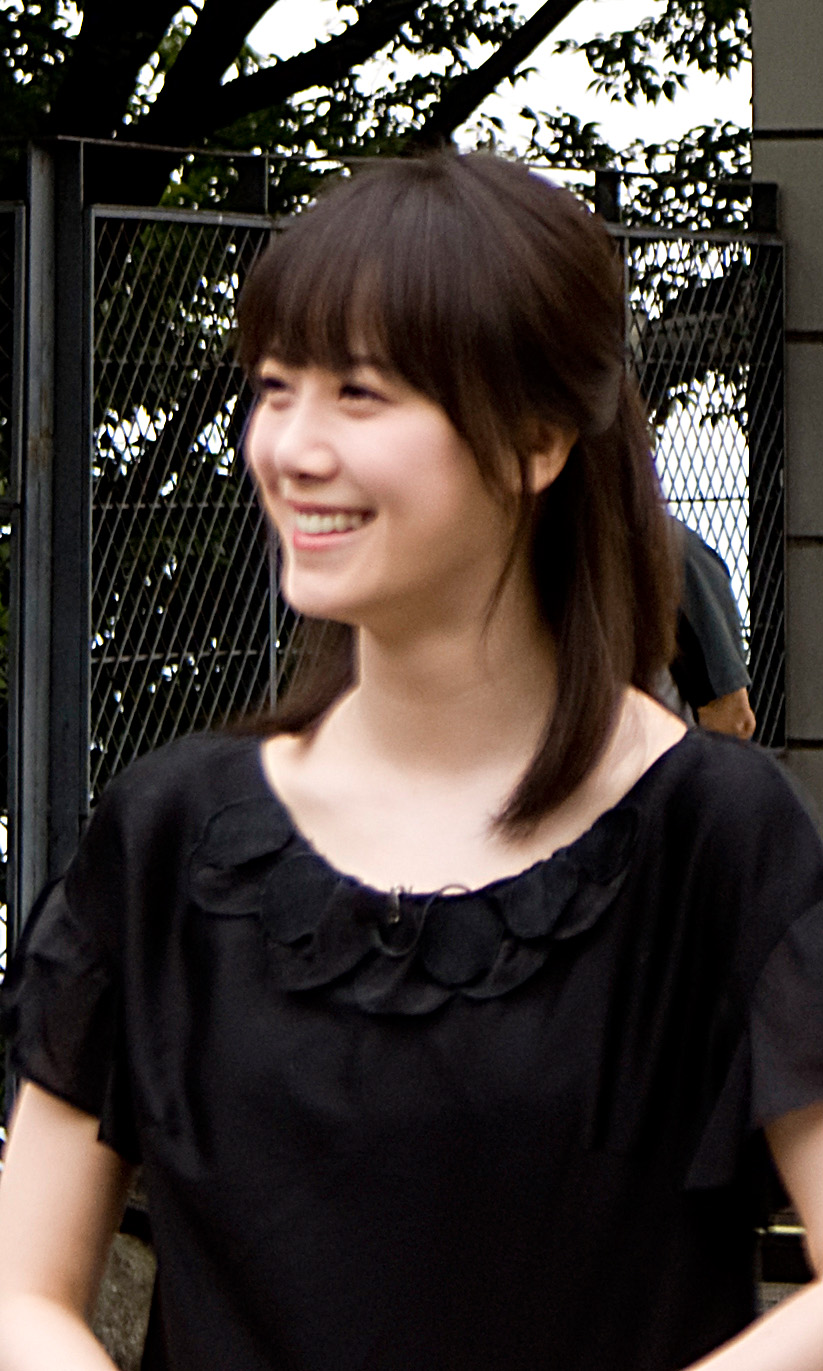
Goo Hye-seon năm 2009

Goo Hye-sun xuất hiện chính thức với vai trò đạo diễn thông qua bộ phim ngắn The Madonna. Bộ phim xoay quanh chủ đề tự tử được hỗ trợ, ra mắt tại Liên hoan phim quốc tế Puchon 2009. Bộ phim được giới thiệu trong một số sự kiện điện ảnh, bao gồm Liên hoan phim ngắn quốc tế Asiana và Liên hoan phim ngắn châu Á Pusan, nơi nó giành giải "Giải thưởng khán giả". Madonna cũng đã giành được "Giải thưởng nổi bật" tại Liên hoan phim ngắn ngắn lần thứ 12 được tổ chức tại Tokyo từ ngày 10 đến 20 tháng 6 năm 2010. Cô chia sẻ rằng lý do cô tự làm phim là "Không như tôi mơ ước trở thành nhà làm phim từ khi còn trẻ. Tôi quan tâm đến nhiều thứ, bao gồm âm nhạc, nghệ thuật và văn học, và tôi nghĩ tôi có thể kết hợp tất cả những điều đó bằng cách làm một bộ phim. " [32]
Năm sau, Goo Hye-sun làm đạo diễn cho bộ phim dài  đầu tiên của cô. [34] [35] Bộ phim được mời và chiếu tại Liên hoan phim và âm nhạc quốc tế Jecheon lần thứ 6 (JIMFF) từ ngày 12 đến 17 tháng 8 năm 2010 và Liên hoan phim quốc tế Tokyo thường niên lần thứ 23. [37]Cô tiếp tục chỉ đạo các bộ phim ngắn như You (2010) Fragment of Sweet Memories (2012), cũng như trailer cho các liên hoan phim. Mảnh ký ức ngọt ngào đã được chọn là một trong những bộ phim 3D nổi bật của Hàn Quốc và được trình chiếu tại Cinemenez ở Trung tâm chiếu phim Busan trong Liên hoan 3D quốc tế (I3DF), mà Goo Hye-sun làm đại sứ quảng cáo. Bộ phim cũng được chọn là người vào chung kết Liên hoan phim cao cấp Seoul và nhận được trích dẫn từ Thị trưởng Park Won-Soon.
Năm 2011, Goo Hye-sun thành lập công ty riêng của mình, Ku Hye-sun Film, theo đó cô sẽ sản xuất và quay các dự án của mình. bộ phim mà cô đạo diễn thứ hai The Peach Tree là bộ phim đầu tiên được thực hiện dưới công ty sản xuất mới thành lập của cô. Cô cũng đã viết bài hát chủ đề và phiên bản tiểu thuyết của bộ phim. [46] Vào ngày 25 tháng 10 năm 2012, cô đã được trao giải thưởng Bộ trưởng tại Giải thưởng Thiết kế Hàn Quốc thường niên lần thứ 14 cho Cây đào. [47]
Năm 2013,  của cô đã đạo diễn một bộ phim ngắn cho Samsung Galaxy S4, như một phần của dự án "Story of Me and S4". Cùng năm đó, cô là ban giám khảo cho Liên hoan phim và âm nhạc quốc tế Jecheon lần thứ 9. [50]
Năm 2014,  của cô phát hành bộ phim đạo diễn thứ năm của cô, Con gái. [51] Cô không chỉ tham gia sản xuất, viết kịch bản và chỉ đạo bộ phim, cô còn đóng vai chính là một người mẹ mang đến cho con gái mình một hình phạt về thể xác áp bức. [52] Bộ phim nhằm giải quyết và làm cho xã hội biết đến những vấn đề lạm dụng trẻ em. Con gái được mời tham dự Liên hoan phim quốc tế Busan. [53]

### Nhà văn và đại sứ
Bên cạnh công việc diễn xuất và định hướng của mình, Goo Hye-sun tham gia vào một loạt các dự án, bao gồm viết và vẽ cũng như các hoạt động của đại sứ. Để ghi nhận sự linh hoạt và tài năng của cô ấy, Goo Hye-sun đã được bầu chọn là Nữ nghệ sĩ xuất sắc nhất trong ngành Giải trí năm 2012. [54] Cô cũng nhận được Giải thưởng Fulfillment Hàn Quốc và Giải thưởng Bộ cho "chia sẻ hạnh phúc" cho các hoạt động từ thiện của mình. [55] [56]
Năm 2009, Goo Hye-sun đã xuất bản cuốn tiểu thuyết Tango () minh họa đầu tiên của cô, xoay quanh một cô gái trẻ khoảng 20 tuổi, trải qua hai mối quan hệ riêng biệt để cuối cùng trưởng thành thành một người phụ nữ. Cuốn sách là một cuốn sách bán chạy nhất, bán được 30.000 bản trong vòng một tuần. [57] Bản phát hành của nó trùng với triển lãm nghệ thuật solo đầu tiên của cô, cũng có tên "Tango" được tổ chức vào tháng 7 năm 2009 tại Phòng trưng bày La Mer và thu hút tổng cộng 10.000 khách tham quan. Triển lãm trưng bày khoảng 40 bức tranh minh họa của Goo Hye-sun, một số từ tiểu thuyết của cô. [58] Cô đã tổ chức triển lãm nghệ thuật thứ hai vào năm 2012, với tiêu đề "Hậu quả" tại Trung tâm nghệ thuật thiết kế Hangaram ở Trung tâm nghệ thuật Seoul. [59]Cô đã quyên góp tất cả số tiền thu được từ việc bán tác phẩm nghệ thuật của mình để mua "ô tô sạch" (ô tô không mầm bệnh) cho Tập đoàn Bệnh nhân Bệnh bạch cầu Hàn Quốc. [60] [61] [62]
Từ ngày 17 tháng 31 năm 2013, cô đã tổ chức triển lãm mang tên "Bất cứ điều gì khiến cho việc học tập đều đẹp". [63] [64] Cùng năm, Goo Hye-sun tham dự Hội chợ nghệ thuật đương đại Hồng Kông. [65] Poster minh họa về con mèo của cô 'Mango' sẽ được bán tại triển lãm này, nơi lợi nhuận sẽ được quyên góp cho tổ chức từ thiện 'Community Chest Hong Kong'. [66] [67] Goo Hye-sun cũng được bổ nhiệm làm đại sứ năm 2013 của Cheongju International Craft Biennale (CICB), [68] cũng như đại sứ của ArtisTree, một tổ chức để khuyến khích nghệ thuật. [69]

## Đời tư

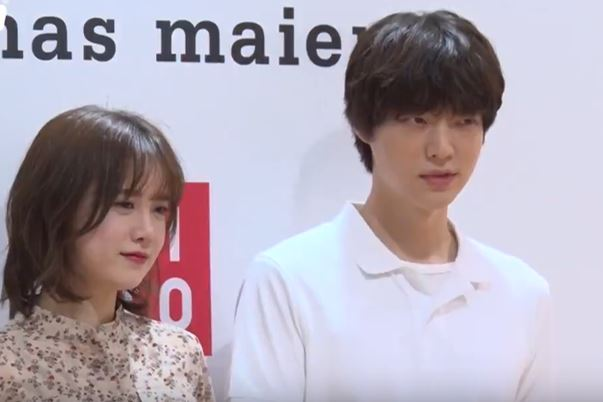
Goo Hye-seon và Ahn Jae-hyun.

Ngày 11 tháng 3 năm 2016, Goo Hye Sun xác nhận hẹn hò với nam diễn viên Ahn Jae-hyun, bạn diễn trong phim truyền hình Blood kể từ tháng 4 năm 2015. Cặp đôi chính thức đăng ký kết hôn tại văn phòng quận Gangnam vào ngày 20 tháng 5 năm 2016 và kết hôn vào ngày 21 tháng 5 năm 2016. Hai người tuyên bố rằng thay vì tổ chức tiệc cưới, họ sẽ quyên góp tiền cho khoa nhi của Bệnh viện Severance. Họ cũng xác nhận sẽ xuất hiện trong chương trình thực tế sắp tới Nhật ký mới được sản xuất bởi Na Young-seok, giới thiệu cuộc sống hôn nhân của mình.
Vào ngày 18 tháng 8 năm 2019, Goo Hye-sun đã đăng một hình ảnh chụp lại đoạn tin nhắn văn bản giữa cô và chồng Ahn Jae-hyun thảo luận về việc ly hôn trên tài khoản Instagram của cô. Một hình ảnh khác được đăng với chú thích giải thích cô ấy muốn giữ gìn hôn nhân của mình, trong khi Ahn Jae-hyun thì không.
Vào ngày 1 tháng 9 năm 2019, Goo Hye-sun tiết lộ trong bài đăng trên Instagram rằng cô sẽ rút lui khỏi ngành công nghiệp giải trí. Sau đó, cô trở lại ngành công nghiệp giải trí vào ngày 27 tháng 9 năm 2019, đúng 26 ngày sau phát ngôn rút khỏi ngành giải trí của cô.

## Phim ảnh

### Phim truyền hình
| Năm  | Tiêu đề                            | Vai trò                                               | Kênh |
| ---- | ---------------------------------- | ----------------------------------------------------- | ---- |
| 2004 | Nonstop 5                          | Hye-sun                                               | MBC  |
| 2004 | Drama City – Anagram               |                                                       | KBS2 |
| 2005 | Drama City – Everybody Cha Cha Cha |                                                       | KBS2 |
| 2005 | Bài ca Sơ Đông                     | Eun-jin                                               | SBS  |
| 2006 | Pure in Heart                      | Yang Guk-hwa                                          | KBS1 |
| 2007 | Đức vua và tôi                     | Hoàng hậu Je-heon/Yoon So-hwa                         | SBS  |
| 2008 | Người hùng Chil Woo                | Yoon So-yoon                                          | KBS2 |
| 2009 | Boys Over Flowers                  | Geum Jan-di                                           | KBS2 |
| 2010 | Ku Cine                            | Chính cô                                              | Mnet |
| 2011 | The Musical                        | Go Eun-bi                                             | SBS  |
| 2012 | Nữ phi công xinh đẹp               | Han Da-jin                                            | SBS  |
| 2012 | Absolute Darling                   | Guan Xiao Fei                                         | GTV  |
| 2014 | Heo Nanseolheon                    | Heo Nanseolheon/Người kể chuyện                       | MBC  |
| 2014 | Đôi mắt thiên thần                 | Yoon Soo-wan                                          | SBS  |
| 2015 | Bác sĩ Khát Máu                    | Yoo Ri-ta/Yoo Chae-yoon                               | KBS2 |
| 2017 | Giấc Mơ Làm Ca Sỹ                  | Jung Hae-dang (bị thay thế bởi Jang Hee-jin từ tập 7) | MBC  |

### Phim Điện ảnh

#### Film
| Năm  | Tên         | Vai diễn              | Notes                          |
| ---- | ----------- | --------------------- | ------------------------------ |
| 2007 | August Rush | Girl on couch (cameo) | American production            |
| 2014 | Daughter    | San                   | Also director and screenwriter |

#### Narration
| Năm  | Tên                                             | Network | Notes              | Ref  |
| ---- | ----------------------------------------------- | ------- | ------------------ | ---- |
| 2012 | The Hospice for the Children Who Live for Today | SBS     |                    | [76] |
| 2013 | Prime                                           | MBC     | I Love Woodsegment | [77] |
| 2014 | Miracles in December                            | KBS1    | Angel Breadsegment | [78] |
| 2016 | Rookie                                          | KBS2    |                    |      |

#### Reality show
| Năm  | Tên            | Vai diễn | Episode     | Network | Notes             |
| ---- | -------------- | -------- | ----------- | ------- | ----------------- |
| 2017 | Newlywed Diary | Cast     | Episode 1-6 | tvN     | with Ahn Jae-hyun |

#### Music video
| Năm  | Song Title                          | Artist        |
| ---- | ----------------------------------- | ------------- |
| 2002 | "We Make a Good Pair"               | Sung Si-kyung |
| 2004 | "The Reason I Close My Eyes"        | Taebin        |
| 2006 | "Forget You"                        | Soul Star     |
| 2007 | "Yesterday Is Different from Today" | Kim Ji-eun    |
| 2010 | "Touch Your Heart"                  | Fahrenheit    |
| 2010 | "Brown Hair"                        | Ku Hye-sun    |
| 2012 | "Marry Me"                          | Ku Hye-sun    |
| 2013 | "With Laughter or with Tears"       | Seo In-guk    |
| 2013 | "It's You"                          | Ku Hye-sun    |
| 2013 | "Happy"                             | Ku Hye-sun    |
| 2014 | "She's So High"[79]                 | Beatburger    |
| 2014 | "Floral Rain"                       | Ku Hye-sun    |
| 2015 | "After 10 Years 100 Years"          | Ku Hye-sun    |
| 2015 | "A Day Without Sound"               | Ku Hye-sun    |

### As director

#### Feature film
| Năm  | Tên            | Credited as                            | Cast                                    | Ref.         |
| ---- | -------------- | -------------------------------------- | --------------------------------------- | ------------ |
| 2010 | Magic          | Director, screenwriter, cameo          | Im Ji-kyu Seo Hyun-jin Kim Jung-wook    | [34]         |
| 2012 | The Peach Tree | Director, screenwriter, music director | Cho Seung-woo Ryu Deok-hwan Nam Sang-mi | [43][44][80] |
| 2014 | Daughter       | Director, screenwriter, actor          | Ku Hye-sun Shim Hye-jin                 | [52]         |

#### Short film
| Năm  | Tên                                      | Credited as                            | Cast                                                                           | Ref.             |
| ---- | ---------------------------------------- | -------------------------------------- | ------------------------------------------------------------------------------ | ---------------- |
| 2009 | The Madonna (aka The Cheerful Caretaker) | Director, screenwriter, editor         | Seo Hyun-jin Kim Myung-soo Jun Tae-soo                                         | [32]             |
| 2010 | You                                      | Director, screenwriter                 | Nam Sang-mi Choi Il-hwa                                                        |                  |
| 2012 | Fragments of Sweet Memories (3D)         | Director, screenwriter, music director | Yoo Seung-ho Choi Il-hwa Ryu Young-jae Yang Hyun-mo Yang Kyung-mo Seo Hyun-jin | [38][81][82][83] |
| 2013 | White Dog (Samsung Galaxy S4)            | Director, singer of theme song         | Cristina Fernandez Lee Moon Mason Ku Hye-sun                                   | [49]             |
| 2018 | Mystery Pink                             | Director, Screenwriter                 | Seo Hyun-jin, Yang Dong-geun Yoon Da-kyoung, Hyun Seung-min, Park Jeong-uk     |                  |

#### Trailer
| Năm  | Event                                             | Cast                                       | Ref.     |
| ---- | ------------------------------------------------- | ------------------------------------------ | -------- |
| 2009 | 7th Asiana International Short Film Festival      | Seo Hyun-jin                               |          |
| 2011 | 13th International Women's Film Festival in Seoul | Ku Hye-sun                                 |          |
| 2013 | 14th Persons with Disabilities Film Festival      | Ku Hye-sun                                 | [84][85] |
| 2014 | 10th Jecheon International Music & Film Festival  | Ku Hye-sun, Seong Seung-han, Choi In-young | [86]     |

### Albums
| Năm  | Album      | Label            | Notes            | Ref. |
| ---- | ---------- | ---------------- | ---------------- | ---- |
| 2009 | Breath     | YG Entertainment | Singer, composer | [87] |
| 2015 | Breath 2   | YG Entertainment | Singer, composer | [29] |
| 2016 | And Spring | YG Entertainment | Singer, composer | [31] |

### Singles
| Năm  | Tên                      | Album                        | Label            | Notes                           | Ref.     |
| ---- | ------------------------ | ---------------------------- | ---------------- | ------------------------------- | -------- |
| 2005 | "Happy Birthday To You"  | Nonstop 5 OST                | EMI              | Singer                          | [88]     |
| 2006 | "Sarang Ga (Love Story)" | Pure in Heart OST            | YG Entertainment | Singer                          | [89]     |
| 2010 | "Brown Hair"             |                              | YG Entertainment | Singer, composer                | [90]     |
| 2012 | "Fly Again"              | Take Care of Us, Captain OST | Pony Canyon      | Composer                        |          |
| 2012 | "Marry Me"               |                              | YG Entertainment | Singer, composer                | [91][92] |
| 2013 | "Flying Galaxy"          |                              | YG Entertainment | Singer, composer                | [93]     |
| 2013 | "It's You"               |                              | YG Entertainment | Singer, composer                | [25]     |
| 2013 | "Happy"                  |                              | YG Entertainment | Singer, composer                | [27]     |
| 2014 | "Floral Rain"            |                              | YG Entertainment | Singer, composer                |          |
| 2014 | "Must"                   |                              | YG Entertainment | Singer, composer                | [28]     |
| 2015 | "A Day Without Sound"    |                              | YG Entertainment | Singer                          | [94]     |
| 2016 | "Written and Erased"     |                              | YG Entertainment | In collaboration with The Blind |          |
| 2016 | "Winter Story"           |                              | YG Entertainment | for Newlywed Diary              | [95]     |
| 2016 | "Summer Day"             |                              | YG Entertainment | for Newlywed Diary              | [95]     |

## Concert
| Năm  | Concert                            | Artist                                           |
| ---- | ---------------------------------- | ------------------------------------------------ |
| 2009 | With You                           | Ku Hye Sun participated in Isao Sasaki's concert |
| 2009 | Over the Rainbow                   | Ku Hye Sun, Isao Sasaki                          |
| 2015 | Summer, Autumn, Winter, and Spring | Ku Hye Sun, Choi In-young                        |

## Bibliography
| Năm  | Tên                                                 | Notes         | Ref.     |
| ---- | --------------------------------------------------- | ------------- | -------- |
| 2009 | Tango                                               | Novel         | [57][58] |
| 2010 | Ku Hye-sun's The Story Behind the Making of "Magic" | Non-fiction   |          |
| 2012 | The Peach Tree                                      | Novelization  |          |
| 2017 | Ku Hye Sun's Music Collection                       | Music Book    |          |
| 2018 | Ku Hye Sun's Scenario Collection                    | Scenario Book |          |
| 2019 | Heart Shaped Tears                                  | Novel         |          |

## Art exhibitions
| Năm  | Tên                                            | Location                                       | Notes                                                | Ref.      |
| ---- | ---------------------------------------------- | ---------------------------------------------- | ---------------------------------------------------- | --------- |
| 2009 | Tango                                          | La Mer Gallery, South Korea                    | Solo exhibition                                      | [58]      |
| 2012 | Red Bull Collective Art                        | Gwanggyo Gallery, Cheonggyecheon               | Participation                                        | [96]      |
| 2012 | Afterimage                                     | Hangaram Design Arts Center, Seoul Arts Center | Solo exhibition                                      | [59]      |
| 2013 | Afterimage                                     | Harbor City Gallery, Hong Kong                 | Solo exhibition                                      | [65]      |
| 2013 | Anything That Leaves Yearning Is All Beautiful | Korean Cultural Center in Shanghai             | Solo exhibition                                      | [63][97]  |
| 2016 | Dark Yellow                                    | MBC Sangam-dong, Mapo-gu, Seoul                | Participated in "We, 颜(Face)" the DMC Festival 2016 | [98]      |
| 2017 | Dark Yellow                                    | Hangaram Art Museum, Seoul                     | Solo Exhibition                                      | [99][100] |
| 2018 | Mystery Pink                                   | Hangaram Art Museum, Seoul                     | Solo Exhibition                                      |           |
| 2018 | Non Existence                                  | Galerie 89, Paris                              | Solo Exhibition                                      |           |
| 2019 | A World Without You, Stillness For Me          | Jinsan Gallery, Seoul                          | Solo Exhibition                                      |           |

## Fashion
- André Kim's Fashion Show with Song Chang-eui (2009)
- Lie Sang Bong's Fashion Show at CICB (2013)

## Ambassadorship
- 2012: Goodwill Ambassador for International 3D Festival[39]
- 2013: Promotional Ambassador for Cheongju International Craft Biennale[68]
- 2013: Promotional Ambassador for Artistree[69]
- 2013: Honorary Ambassador for 14th Persons with Disabilities Film Festival[101]
- 2015: Honorary Ambassador for Seoul 2015 International Blind Sports Association (IBSA) World Games[102][103]
- 2015: Honorary Ambassador for Korean Leukemia Association[104][105]
- 2016: Honorary Ambassador for Social Contribution Donation Bank[106][107]

## Awards and nominations
| Năm  | Giải                                                                        | Hạng mục                                               | Nominated work           | Kết quả   |
| ---- | --------------------------------------------------------------------------- | ------------------------------------------------------ | ------------------------ | --------- |
| 2006 | KBS Drama Awards                                                            | Best New Actress[108]                                  | Pure in Heart            | Won       |
| 2007 | 43rd Baeksang Arts Awards                                                   | Best New Actress (TV)                                  | Pure in Heart            | Nominated |
| 2007 | SBS Drama Awards                                                            | New Star Award[109]                                    | The King and I           | Won       |
| 2009 | 26th Pusan Asian Short Film Festival                                        | Audience Award                                         | The Madonna              | Won       |
| 2009 | 4th Andre Kim Best Star Awards                                              | Best Female Star[110]                                  | Boys Over Flowers        | Won       |
| 2009 | 6th Yahoo! Taiwan Asia Buzz Awards                                          | Best Asian Actress[4]                                  | Boys Over Flowers        | Won       |
| 2009 | KBS Drama Awards                                                            | Excellence Award, Actress in a Mid-length Drama[111]   | Boys Over Flowers        | Won       |
| 2009 | KBS Drama Awards                                                            | Netizen Award, Actress                                 | Boys Over Flowers        | Won       |
| 2009 | KBS Drama Awards                                                            | Best Couple Award with Lee Min-ho[112]                 | Boys Over Flowers        | Won       |
| 2009 | 14th Asian Television Awards                                                | Best Drama Actress                                     | Boys Over Flowers        | Nominated |
| 2009 | 3rd Mnet 20's Choice Awards                                                 | HOT Drama Star (Female)                                | Boys Over Flowers        | Nominated |
| 2010 | 12th Short Shorts Film Festival & Asia                                      | Spotlight Award[33]                                    | The Madonna              | Won       |
| 2010 | 23rd Tokyo International Film Festival                                      | Best Asian-Middle Eastern Film                         | Magic                    | Nominated |
| 2011 | 5th Mnet 20's Choice Awards                                                 | Hot 20's Voice                                         | N/A                      | Nominated |
| 2012 | 31st Brussels International Fantastic Film Festival                         | Orbit Competition                                      | The Peach Tree           | Nominated |
| 2012 | SBS Drama Awards                                                            | Top Excellence Award, Actress in a Drama Special       | Take Care of Us, Captain | Nominated |
| 2012 | 2012 Korea Fulfillment Awards                                               | Grand Prize (Daesang)[55]                              | Herself                  | Won       |
| 2012 | 14th Annual Republic of Korea Design Award by Ministry of Knowledge Economy | Design Merits Division-Minister Commendation Award[47] | Herself                  | Won       |
| 2013 | Ministry of Health and Welfare                                              | 2nd Happiness Sharing Talent Award[56]                 | Herself                  | Won       |
| 2014 | Ministry of Gender Equality and Family                                      | Grand Prize in Gender Equality                         | Herself                  | Won       |
| 2014 | 2014 SBS Drama Awards                                                       | Excellence Award, Actress in a Drama Special           | Angel Eyes               | Nominated |
| 2014 | 2014 SBS Drama Awards                                                       | Best Couple Award with Lee Sang-yoon                   | Angel Eyes               | Nominated |
| 2014 | 2014 Asian Drama Awards Pilipinas                                           | Best Actress of the Year 2014                          | Angel Eyes               | Won       |
| 2014 | 2014 Asian Drama Awards Pilipinas                                           | Best Couple Award with Lee Sang-yoon                   | Angel Eyes               | Nominated |
| 2014 | The 6th Seoul Senior Film Festival                                          | Best Young Director                                    | N/A                      | Won       |
| 2015 | KBS Drama Awards                                                            | Excellence Award, Actress in a Mid-length Drama        | Blood                    | Nominated |
| 2015 | KBS Drama Awards                                                            | Best Couple Award with Ahn Jae-hyun                    | Blood                    | Nominated |
| 2015 | 2015 Asian Drama Award Pilipinas                                            | Best Actress 2015                                      | Angel Eyes               | Won       |